# Nedvězí
Nedvězí är en ort i Tjeckien.   Den ligger i regionen Pardubice, i den östra delen av landet, 140 km öster om huvudstaden Prag. Nedvězí ligger 663 meter över havet och antalet invånare är 219.
Terrängen runt Nedvězí är kuperad söderut, men norrut är den platt. Runt Nedvězí är det ganska glesbefolkat, med 42 invånare per kvadratkilometer. Närmaste större samhälle är Svitavy, 18,4 km nordost om Nedvězí. I omgivningarna runt Nedvězí växer i huvudsak blandskog.